# Tennistavolo agli XI Giochi del Mediterraneo
Il torneo di tennistavolo degli XI Giochi del Mediterraneo ha previsto 4 gare: 2 maschili e 2 femminili. Quelli maschili sono stati divisi in singolare e doppio così come quelli femminili. È prevista l'assegnazione del doppio bronzo per tutte e 4 le gare.

## Podi

### Uomini
| Evento                      | Oro                                       | Argento              | Bronzo                                                                                   |
| Singolo maschile (dettagli) | Jean Philippe Gatien                      | Calin Creanga        | Zoran Primorac - Lorenzo Nannoni                                                         |
| Doppio maschile (dettagli)  | Jugoslavia Ilija Lupolesku Zoran Primorac | Turchia Yaldiz Cimen | Italia Gennaro Di Napoli Lorenzo Nannoni - Francia Jean Philippe Gatien Didier Mommessin |

### Donne
| Evento                       | Oro                                      | Argento                                 | Bronzo                                                        |
| Singolo femminile (dettagli) | Jasna Fazlić                             | Xiaoming Wang                           | Gordana Perkučin - Sandra Susilo                              |
| Doppio femminile (dettagli)  | Jugoslavia Jasna Fazlić Gordana Perkučin | Francia Xiaoming Wang Emmanuelle Coubat | Italia Alessia Arisi Negrisoli - Francia Aubry Agnès Lelannic |

## Medagliere
| Posizione | Paese      |   |   |   | Totale |
| --------- | ---------- | - | - | - | ------ |
| 1         | Jugoslavia | 3 | 0 | 3 | 6      |
| 2         | Francia    | 1 | 2 | 2 | 5      |
| 3         | Grecia     | 0 | 1 | 0 | 1      |
|           | Turchia    | 0 | 1 | 0 | 1      |
| 5         | Italia     | 0 | 0 | 3 | 3      |
| Totale    | Totale     | 4 | 4 | 8 | 16     |